# Neoechinorhynchus oreini
Neoechinorhynchus oreini är en hakmaskart som beskrevs av Fotedar 1968. Neoechinorhynchus oreini ingår i släktet Neoechinorhynchus och familjen Neoechinorhynchidae. Inga underarter finns listade i Catalogue of Life.